# دی استوکسی سیرپنول
دی استوکسی سیرپنول (انگلیسی: Diacetoxyscirpenol) نوعی میکوتوکسین است که میتواند باعث مسمومیت در حیوانات اهلی شود.